# Гребенникова, Татьяна Владимировна
Татья́на Влади́мировна Гребе́нникова (род. 16 сентября 1968, Алексеевка, Белгородская область) — российский учёный-вирусолог. Доктор биологических наук, профессор, руководитель лаборатории молекулярной диагностики ФНИЦЭМ им. Н. Ф. Гамалеи, член Совета по науке и технике при Комитете Государственной Думы РФ по науке и наукоёмким технологиям. Соавтор свыше 280 научных публикаций, в том числе девяти монографий. Индекс Хирша — 22 (данные РИНЦ на 2020 год). Профессор РАН, член-корреспондент Российской академии наук (РАН) по Отделению медицинских наук.

## Профессиональная биография
Родилась в 1968 году. В 1991 году с отличием окончила биологический факультет МГУ им. М. В. Ломоносова по кафедре биохимии. С 1992 по 1995 гг. занималась исследованиями в аспирантуре в Центре молекулярной диагностики и лечения (ВНЦМДЛ) Минздрава РФ — и в 1995 г. защитила кандидатскую диссертацию в МГУ. Затем до 2000 года была старшим научным сотрудником отдела молекулярной биологии НПО «Нарвак».
В 2000 году поступила на работу в Институт вирусологии им. Д. И. Ивановского, в 2014 году вошедший в Федеральный научно-исследовательский центр эпидемиологии и микробиологии имени почётного академика Н. Ф. Гамалеи (ФНИЦЭМ им. Н. Ф. Гамалеи). Занимала должности ведущего и главного научного сотрудника. В настоящее время является руководителем лаборатории молекулярной диагностики ФНИЦЭМ им. Н. Ф. Гамалеи Минздрава России.
В 2006 году Т. В. Гребенниковой присуждена учёная степень доктора биологических наук. В 2009 году ей было присвоено учёное звание доцента по специальности «молекулярная биология», а в 2010 г. — профессора по кафедре фармацевтической и токсикологической химии. В 2016 году избрана профессором РАН по Отделению сельскохозяйственных наук, в 2017 г. — членом-корреспондентом РАН по Отделению медицинских наук (секция медико-биологических наук).

## Научная деятельность и достижения
Т. В. Гребенникова — специалист в области молекулярной вирусологии, молекулярной диагностики и эпидемиологии. В течение многих лет её лаборатория занималась (совместно с ВИЭВ им. Я. Р. Коваленко) проблемами молекулярной эпидемиологии антропозоонозов. Проводились исследования для вируса гриппа А, в том числе во время эпизоотии 2006 года в Новосибирске и во время эпидемии вируса гриппа H1N1, подобного свиному в 2009 году. Определялась устойчивость эпидемических штаммов вируса гриппа А к противовирусным лекарственным препаратам.
В 2009 году за цикл работ «Эволюция высоковирулентного вируса гриппа H5N1 в экосистемах Северной Евразии (2005—2009 гг.)» Т. В. Гребенникова была награждена дипломом премии им. Д. И. Ивановского; данную премию присуждала РАМН один раз в три года за научные исследования по вирусологии.
Под руководством Т. В. Гребенниковой ведутся работы по молекулярной эпидемиологии бешенства, филогенетическому анализу циркулирующих геномов полевых штаммов, выявлению возможных реверсий вакцинного штамма к вирулентным вариантам, изучению роли внутрибольничных контаминаций вирусами гриппа A, гепатитов A, C, E, аденовирусами, ротавирусами. Исследована первичная структура геномов представителей семейств Arteriviridae, Ortomyxoviridae, Rhabdoviridae, Flaviviridae. Созданы функциональные инфекционные геномы РНК-содержащих вирусов с целью определения генетических детерминант вирулентности для разработки средств диагностики и профилактики. Разработано более 40 тест-систем на основе полимеразных цепных реакций и иммуноферментного анализа, бо́льшая часть которых внедрена в практику.
Участвовала в постановке космических экспериментов в области исследования геномов
микроорганизмов.

## Некоторые научные публикации
Монографии
- Д.К. Львов, К.П. Алексеев,.., Т.В. Гребенникова и др. Руководство по вирусологии. Вирусы и вирусные инфекции человека и животных / под ред. Д.К. Львова. — М.: Медицинское информационное агентство, 2013. — 1200 с. — ISBN 978-5-9986-0145-3.
- А.С. Лабинская, Е.Г. Волина, Н.Е. Березкина,.., Т.В. Гребенникова и др. Руководство по медицинской микробиологии: Общая и санитарная микробиология / под ред. А.С. Лабинской и Е.Г. Волиной. — М.: «Бином», 2008. — 1080 с. — ISBN 978-5-9518-0264-4.

Статьи
- Т.В. Гребенникова, А.В. Сыроешкин, М.А. Чичаева, С.А. Эспер, Д.К. Львов. Природные очаги гриппа А в Западной Арктике // Вопросы вирусологии. — 2017. — Т. 62, № 1. — С. 11–17.
- С.А. Эспер, Т.В. Гребенникова, М.Г. Исагулянц, А.М. Ходорович, А.В. Сыроешкин. Мониторинг контаминации вирусами, вызывающими распространенные инфекции человека, в служебных помещениях // Гигиена и санитария. — 2016. — Т. 95, № 2. — С. 153–157.
- О.Н. Зайкова, Т.В. Гребенникова, А.Л. Елаков, К.С. Кочергин-Никитский, Т.И. Алипер, С.Ф. Чучалин. Молекулярно-генетическая характеристика геномов полевых изолятов вируса бешенства, циркулирующих на территории Кировской области // Вопросы вирусологии. — 2016. — Т. 61, № 4. — С. 186–192.

Всего опубликовано более 280 статей, 9 монографий (в соавторстве), получено 13 патентов на изобретения.

## Педагогическая и организационная работа
Т. В. Гребенникова по совместительству преподаёт на медицинском факультете (в 2007 году ставшем медицинским институтом) Российского университета дружбы народов, а также на курсах повышения квалификации ветеринарных и медицинских специалистов. Ею подготовлено 7 кандидатов наук.
Председатель совета по защите диссертации НИЦЭМ им. Н. Ф. Гамалеи, член двух советов по защите диссертаций: при НИЦЭМ им. Н. Ф. Гамалеи, при НИИ вакцин и сывороток им. И. И. Мечникова РАН. Является заместителем главного редактора научного журнала «Вопросы вирусологии». Входит в Совет по науке и технике при Комитете Государственной Думы по науке и наукоёмким технологиям.
Участвовала в международных проектах в качестве научного руководителя и проект-менеджера совместно с коллективами из США и Великобритании, поддерживает рабочие контакты с рядом европейских медицинских центров, таких как Каролинский институт (Стокгольм, Швеция) и Медицинский университет гор. Граца (Австрия). Выступала с докладами на более чем 30 международных конгрессах, включая конференции ВОЗ, МЭБ и ФАО.